# Slade Pearce
Slade Austin Pearce (Arlington, Texas, 7 de outubro de 1995) é um ator norte-americano, melhor conhecido por seu papel como "Sam Daniels" na série da ABC, October Road. Slade também já atuou em outras séries de televisão, como Crossing Jordan, House, M.D. e Criminal Minds. Em 2005, ele apareceu no filme Os Seus, Os Meus e Os Nossos, atuando ao lado de Dennis Quaid e Rene Russo.

## Filmografia
| Filmes    | Filmes                        | Filmes                        | Filmes         |
| Ano       | Título Original               | Título (Brasil)               | Papel          |
| --------- | ----------------------------- | ----------------------------- | -------------- |
| 2003      | Six and the City              | Six and the City              | Michael        |
| 2005      | Yours, Mine and Ours          | Os Seus, Os Meus e Os Nossos  | Mick North     |
| 2006      | Air Buddies                   | Bud - Uma Nova CãoFusão       | Noah Framm     |
| 2009      | Untitled Sketch Group         | Untitled Sketch Group         | Slade          |
| 2009      | Miss March                    | Miss Março: A Garota da Capa  | Eugene (jovem) |
| 2009      | Tranced                       | Tranced                       | Jaime          |
| 2011      | The Greening of Whitney Brown | The Greening of Whitney Brown | Ben            |
| Televisão |                               |                               |                |
| Ano       | Título                        | Papel                         | Episódios      |
| 2003      | Hope & Faith                  | Justin Shanowski              | 1 episódio     |
| 2005      | Crossing Jordan               | Danny Alioto                  | 1 episódio     |
| 2007      | House M.D.                    | Jasper                        | 1 episódio     |
| 2007-2008 | October Road                  | Sam Daniels                   | 19 episódios   |
| 2008      | Ghost Whisperer               | Henry Benzing                 | 1 episódio     |
| 2009      | Criminal Minds                | O garoto                      | 1 episódio     |

## Prêmios e Indicações
| Prêmios | Prêmios   | Prêmios             | Prêmios                                                    | Prêmios                      |
| Ano     | Resultado | Premiação           | Categoria                                                  | Título                       |
| ------- | --------- | ------------------- | ---------------------------------------------------------- | ---------------------------- |
| 2006    | Indicado  | Young Artist Awards | Melhor Performance em Filme - Elenco Jovem                 | Os Seus, Os Meus e Os Nossos |
| 2008    | Venceu    | Young Artist Awards | Melhor Performance em Série de TV - Ator Jovem Coadjuvante | October Road                 |